# Рупрехт фон Пфалц (Фрайзинг)
Рупрехт фон Пфалц (на немски: Rup(p)recht von der Pfalz, Ruprecht der Tugendhafte; * 14 май 1481, Хайделберг; † 20 август 1504, Ландсхут) от фамилията Вителсбахи, е пфалцграф при Рейн и епископ на Фрайзинг от 1495 до 1498 г.

## Живот
Той е третият син на курфюрста на Пфалц Филип (1448 – 1508) и Маргарета Баварска (1456 – 1501).
Рупрехт управлява от 1495 до 1498 г. като князелект имперсокото абатство Фрайзинг, без да е ръкоположен за свещеник. През 1499 г. той се жени за Елизабет Баварска (1478 – 1504), дъщеря на херцог Георг Богатия от Херцогство Бавария-Ландсхут. Рупрехт е осиновен от тъста му и поставен за наследник на Бавария-Ландсхут, което след смъртта му през 1503 г. води до избухването на Ландсхутската наследствена война. На 23 април 1504 г. крал Максимилиан I го осъжда.
Рупрехт и Елизабет умират през 1504 г. един след друг от бактерийната болест рур. На 30 юли 1505 г. крал Максимилиан прекратява войната на имперското събрание в Кьолн. За още живите им деца Отхайнрих и Филип се създава херцогството Пфалц-Нойбург.

## Деца
Рупрехт и Елизабет Баварска имат децата:
- Отхайнрих (* 10 април 1502, † 12 февруари 1559), херцог на Пфалц-Нойбург (1505 – 1559) и курфюрст (1556 – 1559)

- Филип (* 12 ноември 1503, † 4 юли 1548), херцог на Пфалц-Нойбург (1505 – 1541)